# BOOTSの山田さん
『BOOTSの山田さん』（ブーツのやまださん）は、山下てつおによる日本の漫画作品。『月刊マガジンZ』（講談社）および、Yahoo! JAPAN内コンテンツYahoo!コミックによるコラボレーションに基づくクロスオーバー作品企画『ヒーロークロスライン』（通称HXL）作品である。ウェブコミック誌『ヒーロークロスライン』にて2009年4月まで連載された。単行本は全1巻。

## あらすじ
1999年、オルタレイション・バーストによって発生した特殊能力者「ノッカーズ」は多くの問題を生み出し、世界は混迷を深めていた…。だが、そんな世間とは関係なく苦しい生活を送る者もいた。
無職!金欠!住所不定!
時代の恐怖に翻弄される42歳派遣労働者・山田シンザンを突如襲ったオルタレイション・バースト!業火に焼き尽くされた山田の体は若返り、驚異の再生能力を備えた異形の能力者に生まれ変わった!行動も思考も謎の美女・パー子に導かれ、ノッカーズ犯罪へと関わってしまった山田に、対能力者特殊部隊BOOTSの手が伸びる。
悲劇と喜劇が交錯する、社会派新ヒーロー譚、ここに誕生!!

## 登場人物

### 主要人物
山田シンザン（やまだ シンザン）
42歳、2008年、派遣労働者と言う理由でアパートを追い出され、底辺の生活を送っていた。1年後（2009年）、ホームレス狩りに遭い、放火された事が切っ掛けでオルタレイションバーストを起こし、不死身の再生力を持つ超人となる。変化後は肉体まで若返り、20歳前後の姿になる。致命傷を負い、逆上すると凄まじい力を発揮するが、一度そうなると頭を撃ち抜くなどしないと止まらなくなる。
パー子
ネットカフェで仕事前のシャワーを浴びていた山田の前に現れた謎の女。追い詰められた人間の念波を感知すると「乳首が痒くなる」と言う特殊能力の持ち主で、山田に人助けの手伝いを頼む。
実は過去の記憶が無く、自分の名前すら知らない。「パー子」と言う名もあまりにぶっ飛んだ思考・行動から、山田が「くるくるパー子」と評したことからつけられた。
姫八木（ひめやぎ）
BOOTSに所属するブースター使い。かつて任務で手痛い失敗を経験し、顔には大きな傷がある。それ以来「より強い力」を求め続け、山田の存在を知り、BOOTSに勧誘する。
半ば強引に山田を現場に連れ出し、ノッカーズにぶつけて、暴走すると躊躇なく頭に銃弾を叩き込む男。
瀬葉拓郎（せば たくろう）
「セバスチャン」と呼ばれ、パー子に従う男性。非常にマイペース。山田、パー子など、今ひとつ腰の座らない者たちを時折深い言葉で諭す事がある。

### 他作品から登場したキャラクター
ジエンド
声 - 高木渉（ラジオドラマ）
彼が公式記録上初めて現れた日に、山田にオルタレイションバーストが起きた。最終話で山田と戦うが、結果は不明。
ウサ探（- たん）
声 - 若本規夫（ドラマCD）
行きつけのキャバクラ「いちごミルク」でパー子がアルバイトしている。
山田一郎（やまだ いちろう）
声 - 小野友樹（ドラマCD）

## 書誌情報
- 山下てつお『BOOTSの山田さん』講談社〈マガジンZKC〉、全1巻、2009年3月30日発売[2]、ISBN 978-4-06-349425-9